# 힘키
힘키(러시아어; Химки)는 러시아 모스크바주에 있는 도시이다. 모스크바 서쪽 30km 지점에 있다. 모스크바 공방전때 독일 국방군이 최후에 다다른 지점이기도 하다. 인구: 141,000명 (2002년), 106,000명 (1977년), 23,000명 (1939년).

## 자매 도시
- 벨라루스 흐로드나
- 우크라이나 폴타바
- 튀르키예 케메르